# Capitaine-Paul-Lemerle

Le Capitaine-Paul-Lemerle est un navire de charge, affrété en transport de passagers, navigant de 1921 à 1958, sous pavillon français, puis à partir de 1952 sous le nom de « Umbro », sous pavillon italien, jusqu'à sa démolition en 1959. Il est célèbre pour avoir assuré en 1941, depuis Marseille jusqu'à Fort de France, le transport de 222 réfugiés de diverses nationalités et confessions, parmi lesquels des personnalités des arts et des lettres, fuyant l'invasion et les persécutions  allemandes.

## Histoire
Le cargo Capitaine-Paul-Lemerle est lancé en 1921 à Bordeaux pour le compte de la Société Générale des Transports Maritimes à vapeur. Il entre en service en 1922 sur la ligne des Antilles et de la Guyane. De 1930 à 1939, avec six autres cargos long-courriers (Mont-Cenis, Mont-Kemmel, Mont-Everest, Mont-Genève, Mont-Viso, Mont-Angel).
Au moment de la déclaration de guerre, le 3 septembre 1939, il se trouve aux Antilles. Il se rend à Dakar et appareille, le 25 novembre 1939, pour Brest. Au moment de l'armistice de juin 1940, il est à Cayenne. Il intègre la flotte du régime de Vichy, rallie Pointe à Pitre, puis Fort de France. Il arrive à Casablanca le 8 octobre 1940.
Le 30 janvier 1941, sur le trajet de Fort de France vers Casablanca, il est arraisonné par un croiseur anglais puis relâché le lendemain.Il reprend alors ses rotations régulières avec les Antilles, via Casablanca.

### Transport de réfugiés (mars-avril 1941)
Le 24 mars, amarré devant le hangar n°7, au bassin de la Joliette, le Capitaine-Paul-Lemerle accueille  222  passagers, anciens des Brigades Internationales, Républicains espagnols, juifs de France, d’Allemagne, d’Autriche, de Pologne, d’Europe orientale, artistes, fuyant les persécutions allemandes, aidés par le journaliste américain Varian Fry, l’Emergency Rescue Committee (ERC), le comité de secours des intellectuels allemands, l’IRA, le Comité America de Marseille, l’Hicem. 
Alors que la liste de Kundt interdit aux ennemis du Reich de quitter le territoire, le navire est  sommairement aménagé pour accueillir des passagers :  4 cabines pour l’équipage et deux cales transformées en dortoirs de 100 lits pour 250 passagers. Sous le commandement du capitaine Ferdinand Sagols, plutôt favorable au régime de Vichy, il permet à de nombreux intellectuels et artistes qui payent leur passage de rejoindre les Antilles le 20 avril 1941. Parmi les passagers, on relève les noms de Claude Lévi-Strauss, André Breton, Jacqueline Lamba, Victor Serge, Anna Seghers, Germaine Krull  (qui prend des photos durant le voyage), Wifredo Lam, Alfred Kantorowicz, Jacques Rémy.
Fin juillet 1941, il est affecté à la ligne de Tunisie et de la côte occidentale d'Afrique.

### Sous pavillon britannique
Le 8 novembre 1942, au large des côtes marocaines, mêlé par hasard à la flotte du débarquement, il  est arraisonné par un navire américain. A la fin de ces opérations, il est affrété au Ministry of War Transport britannique, mais en gardant son équipage français. Il est géré par l'armement John Cory & Sons. Il transporte, en novembre  vers Dakar des billets de Banque récupérés de la cargaison du cargo SS Dahomey échoué et incendié lors du débarquement allié. Le 25 mars 1945 c'est le premier navire à toucher Brest après la Libération. Il est victime d'un incendie à Lisbonne le 8 juin 1945.

### Retour à la vie civile
Le cargo Capitaine-Paul-Lemerle  est rendu à sa compagnie à la fin de la guerre et reprend sa ligne vers les Antilles et l'Amérique du sud.
En mai 1952 il est vendu en Italie et prend le nom de Umbro.
Il est vendu pour  être démoli en 1959.